# Krakelebrug
De Krakelebrug is een draaibrug in Brugge. Ze overspant het kanaal Brugge-Oostende. De Krakelebrug is onderdeel van de R30b en verbindt de IJzerstraat met de Krakeleweg.
Voor fietsers vormt de brug het eerste deel van fietssnelweg F31, die aan de noordzijde de loop van de vroegere spoorweg 201 volgt.

## Geschiedenis
De draaibrug, daterend van 1921, was oorspronkelijk een spoorwegbrug voor een spooraftakking van lijn 201 naar het industriële complex van gistfabriek aan de Komvest en de gasfabriek van Brugge aan de Kolenkaai.
Er waren al plannen om de bestaande brug te vervangen, toen die in september 2022 ernstig beschadigd raakte na een aanvaring door een binnenschip. De brug blijft sindsdien open staan.